# Cardellina
Genre
Cardellina est un genre d'oiseaux de la famille des Parulidae. Il ne comptait que la Paruline à face rouge (C. rubrifrons), mais en 2010 une étude réétudiant la taxinomie de toute la famille place 5 espèces, les deux anciennement dans le genre Ergaticus et deux du genre Wilsonia, la troisième de celui-ci étant placée parmi les Setophaga.

## Liste d'espèces
Selon la classification de référence du Congrès ornithologique international (version 2.11, 2012) :
- Cardellina canadensis – Paruline du Canada
- Cardellina pusilla – Paruline à calotte noire
- Cardellina rubrifrons – Paruline à face rouge
- Cardellina rubra – Paruline rouge
- Cardellina versicolor – Paruline à tête rose